# Создатели мифов
Создатели мифов (англ. The Myth Makers) — двадцатая серия британского научно-фантастического телесериала «Доктор Кто», состоящая из четырёх эпизодов, которые были показаны в период с 16 октября по 6 ноября 1965 года. Ни один эпизод серии не сохранился в архивах Би-би-си, вся серия доступна лишь в виде реконструкции.

## Синопсис
Троянская война разделяет путешественников - Доктор в плену у греков, а его спутники - у троянцев

## Сюжет

### Эпизод 1. Храм тайн
Греческая армия осаждает город-крепость Троя уже десять лет. На равнинах за пределами города Ахиллес сражается с сыном царя Приама Гектором, в момент когда материализуется ТАРДИС. Гектор отвлекается и Ахиллес убивает его. Доктор выходит из ТАРДИС и Ахиллес верит, что тот - Зевс, замаскированный под старого нищего, и настаивает, чтобы тот пошёл с ним в лагерь. По дороге они встречают Одиссея, также идущего в греческий лагерь. В лагере Агамемнон просит Доктора помочь против троянцев и не отпускает его. Но Одиссей считает, что Доктор - троянский шпион.
Вики и Стивен видят, как Доктора уводят. После приключения в Галактике 4 у Вики все ещё болит нога, поэтому Стивен отправляется на помощь Доктору в одиночку. Его замечает идущий в лагерь Циклоп, слуга Одиссея, и докладывает хозяину, который вскоре ловит Стивена и отводит его в греческий лагерь. Доктор убеждает греков, что Стивена надо оставить в живых до утра, а наутро доктор поразит "шпиона" небесными молниями у своего "храма". В этот момент возвращается Циклоп и языком жестов сообщает, что ТАРДИС исчезла.

### Эпизод 2. Маленький пророк, быстрое возвращение
Доктор признаётся Одиссею, что он со Стивеном друзья. Тот говорит, что убьёт их, если они не помогут грекам победить троянцев. Стивен предлагает использовать коня из мифа, но Доктор говорит, что это всего лишь выдумка Гомера.
Оказывается, ТАРДИС перенёс в Трою Парис. Будку считает опасной Кассандра, дочь Приама, считая, что это уловка греков и оттуда ночью вылезут солдаты. Она требует, чтобы ТАРДИС была сожжена, и вокруг неё сооружают костёр, но прежде чем его поджигают, из будки выходит Вики, что воспринимается как божий знак. Парис и Приам очарованы ей, одетой в прекрасное платье. Её называют Крессидой и делают фавориткой при дворе, что выводит из себя Кассандру, считающую Вики пророком-конкурентом.
Приам отправляет Париса на равнины мстить за брата, тот призывает Ахиллеса выйти сражаться. Стивен убеждает греков, что он может проникнуть в Трою, одевает греческую броню, называется Диомед, вступает в бой с Парисом и сдаётся ему. Но когда его приводят в Трою, Вики называет его настоящим именем, что воспринимается Кассандрой как знак, что они оба шпионы.

### Эпизод 3. Смерть шпиона
Стивен и Вики отправлены в тюрьму. Сын Приама, Троил, влюбляется в "Крессиду" и посещает её. Вики успешно склоняет его на свою сторону, чтобы он освободил их.
Доктор отказывается от всех проектов вроде летающих машин и предлагает Одиссею проект гигантского деревянного коня, в который спрячется отряд греков. Тем временем остальные должны сделать вид, что уходят. Троянцы забирают сооружение в город, а под покровом ночи греки вылезают из коня, открывают ворота Трои и впускают вернувшиеся войска. Агамемнон утверждает план, но решает, что Доктор тоже будет внутри лошади.
Когда троянцы видят коня, они принимают его за Великую лошадь Азии, замечают отсутствие греков, ликуют и увозят лошадь в город. Приам отпускает Вики, считая, что это она все устроила, но из-за ревности Троила Стивен остаётся в тюрьме.

### Эпизод 4. Конь разрушения
В то время, как все веселятся, Вики освобождает Стивена. Они прячутся на площади в приветствующей коня толпе. Кассандра посылает свою служанку Катарину на их поиски, поэтому Вики оставляет Стивена и возвращается во дворец. Там она встречает Троила убеждает его уйти из города, сказав, что на равнинах ходит его соперник Диомед.
Под покровом ночи возвращается флот, из лошади вылезают солдаты, открывают ворота, и греки врываются в город. На равнинах Троил встречает Ахиллеса, и тот ранит его, но Троил все равно его убивает.
Доктор и Вики прячутся в ТАРДИС, а Катарину посылают на поиски Стивена. Тот ранен в схватке с троянским солдатом, но с помощью Катарины добирается до "синего замка". Вики уходит из ТАРДИС, находит Троила и признаётся ему в любви. Их спасает вскоре прибывший двоюродный брат Троила Эней и увозит их от Трои.
Доктор дематериализует ТАРДИС перед носом Одиссея, но Стивен тяжело ранен, рана заражена, и ему становится хуже. Катарина считает, что уже умерла, и это путешествие в загробную жизнь. Доктор знает, что им необходимо приземлиться в месте, где Стивену окажут медицинскую помощь.

## Трансляции и отзывы
| Эпизод                                  | Дата показа     | Продолжительность | Телезрители (в миллионах) | Archive                            |
| --------------------------------------- | --------------- | ----------------- | ------------------------- | ---------------------------------- |
| «Храм тайн»                             | 16 октября 1965 | 24:45             | 8.3                       | Only stills and/or fragments exist |
| «Маленький пророк, быстрое возвращение» | 23 октября 1965 | 24:43             | 8.1                       | Only stills and/or fragments exist |
| «Смерть шпиона»                         | 30 октября 1965 | 25:39             | 8.7                       | Only stills and/or fragments exist |
| «Конь разрушения»                       | 6 ноября 1965   | 24:25             | 8.3                       | Only stills and/or fragments exist |
| [ 1 ] [ 2 ] [ 3 ]                       |                 |                   |                           |                                    |